# Farm Loop (Alaska)
Farm Loop es un lugar designado por el censo situado en el borough de Matanuska-Susitna en el estado estadounidense de Alaska. Según el censo de 2010 tenía una población de 1028 habitantes.

## Demografía
Según el censo de 2010, Farm Loop tenía una población en la que el 88,8% eran blancos, 0,8% afroamericanos, 4,2% amerindios, 0,9% asiáticos, 0,1% isleños del Pacífico, el 0,4% de otras razas, y el 4,9% pertenecían a dos o más razas. Del total de la población el 1,9% eran hispanos o latinos de cualquier raza.

## Localidades adyacentes
El siguiente diagrama muestra a las localidades más próximas a Farm Loop.